# Paul Ludwig Christoph Gmelin
Paul Ludwig Christoph Gmelin (* 8. Oktober 1885 in Pinache; † 23. September 1967 in Mannheim) war ein deutscher Physiker, der auch als  Paul Ludwig Christian Gmelin bekannt war.
Gmelin stammte aus einer bekannten schwäbischen Gelehrtenfamilie. Sein Vater war der Pfarrer Ludwig Eugen Gmelin (1851–1929) und sein Großvater der Apotheker und Chemiker Paul Albrecht Ferdinand Gmelin. Er ging unter anderem auf die Lateinschule in Göppingen und das Reallyzeum in Böblingen. Nach dem Abitur am Dillmann-Realgymnasium in Stuttgart studierte er ab 1904 Mathematik und Naturwissenschaften an der TH Stuttgart und der Eberhard-Karls-Universität Tübingen. Zu seinen Lehrern gehörte der Mathematiker Alexander Brill in Tübingen. Schon als Jugendlicher hatte er eine Neigung zum Basteln und wandte sich ab 1906 der Experimentalphysik zu. Er war ab 1907 Hilfsassistent von Friedrich Paschen in Tübingen, bei dem er 1908 magna cum laude promoviert wurde (Der Zeemaneffekt einiger Quecksilberlinien in schwachen Magnetfeldern. Absolut gemessen.). Danach legte er sein Lehramtsexamen ab, bevor er wieder zu Paschen ging, der ihn zum zweiten Assistenten machte. 1910 ging er – vor allem aus finanziellen Gründen – als Physiker zur BASF in Ludwigshafen in deren Hauptlabor und leitete ab 1914 das physikalische Labor in deren Werk in Ludwigshafen-Oppau und war Leiter der Betriebskontrolle. Im gleichen Jahr zog er nach Mannheim. Er blieb bis zur Pensionierung 1947 bei BASF.
Er befasste sich in Tübingen unter Paschen mit Richard Gans mit der Präzisionsmessung magnetischer Felder. Gans war damals erster Assistent und außerordentlicher Professor bei Paschen. Bei der BASF befasste er sich mit Messtechnik für die Chemie, am Anfang unter Jonathan Zenneck mit der Entwicklung von Öfen und Messgeräten für die Stickstoffgewinnung nach einem Lichtbogen-Verfahren ähnlich dem Birkeland-Eyde-Verfahren, was bald eingestellt wurde, da das Verfahren zu energieintensiv war und sich das Haber-Bosch-Verfahren als überlegen erwies, an dessen industrieller Entwicklung Gmelin unter Carl Bosch mitwirkte. Von den Chemikern wurden die Physiker bei BASF zunächst misstrauisch als Außenseiter betrachtet, fanden dann aber eine Rolle in der Entwicklung von Messtechnik. Gmelin erwarb sich auch Ansehen durch ein Verfahren zur Bestimmung der Zusammensetzung von Gasgemischen nur mit akustischen Methoden zur Dichtemessung. Er entwickelte auch Sicherheitstechnik (Warngeräte für Kohlenstoffmonoxid-Konzentration und anderes) und Betriebskontrolle, ein Gebiet, für das er einer der Gründungsväter war. Seine Abteilung im Werk Oppau wuchs 1930 auf rund 400 Mitarbeiter.
1930 trug er auf der Hauptversammlung des Vereins Deutscher Chemiker vor (Physikalische Technik in der anorganischen chemischen Technik) und 1937 auf der 13. Deutschen Physikertagung vor (Physikalische Meßverfahren in chemischen Betrieben).
1914 heiratete er Elisabeth Seuffer (1893–1972), mit der er einen Sohn, den Medizinaloberrat Wolfgang Gmelin (1918–1989) und eine Tochter hatte, die Musiklehrerin Waltraut Reichle (1915–1991). Gmelin war wie der Vater und die Mutter musikalisch begabt.